# Alnwickhill
Alnwickhill è un sobborgo di Edimburgo, la capitale della Scozia. Si trova a nord di Kaimes.